# The Transsexual Phenomenon
The Transsexual Phenomenon é um manual médico publicado pelo endocrinologista e sexólogo americano Harry Benjamin em 1966. O texto é notável por seu exame da transexualidade não como uma questão psicológica, mas sim como um distúrbio somático que deve ser tratado por meio da medicina. Benjamin argumenta que o travestismo e a transexualidade são um espectro de condições, exigindo diferentes tratamentos que variam de terapia de reposição hormonal a intervenção cirúrgica (como a orquiectomia).
O livro teve uma recepção mista, mas veio a ser conhecido como a "Bíblia dos transexuais", um padrão para o atendimento trans na comunidade médica. Benjamin e seu trabalho (e especificamente este texto) são creditados com a popularização do termo transexual na medicina. No entanto, alguns estudiosos trans argumentam que o livro criou muitos estereótipos prejudiciais ainda perpetuados pela comunidade médica hoje, como a ideia de que pessoas trans "nascem no corpo errado". Os estudiosos criticam a confiança de Benjamin na ideia de passabilidade e outros estereótipos cisnormativos. No geral, o trabalho de Benjamin foi extremamente influente em termos de visibilidade trans no campo médico e preparou o cenário para os estudos transgêneros nos dias modernos.